# Dicrocaulon
Dicrocaulon ist eine Pflanzengattung aus der Familie der Mittagsblumengewächse (Aizoaceae). Der botanische Name der Gattung leitet sich von den griechischen Worten „dicros“ für Gabel und „caulon“ für Stängel ab.

## Beschreibung
Die Arten der Gattung Dicrocaulon wachsen strauchig mit aufrechten, aufstrebenden oder niederliegenden Trieben und erreichen bei Durchmessern von bis zu 30 Zentimetern Wuchshöhen von bis zu 50 Zentimetern. Die Haupttriebe erreichen manchmal bis zu 3 Zentimeter Durchmesser. Die Internodien sind für gewöhnlich dünn. Die Arten bilden teilweise verlängerte Langtriebe sowie kurze Seitentriebe. Seitentriebe können sich in Langtriebe umwandeln und umgekehrt. Die Triebe sind verschiedenblättrig. An den Langtrieben entstehen jährlich zwei Blattpaare oder mehr, an den Kurztrieben sind es nur zwei Blattpaare. Das erste Blattpaar ist immer auf zwei Dritteln Länge miteinander verwachsen und bildet einen kugel- bis eiförmigen, zweilappigen Körper. Wird an Langtrieben nur ein einziges weiteres Blattpaar gebildet, so ist es mindestens fünfmal länger als das erste Blattpaar und nur auf einem Fünftel der Länge miteinander verwachsen. Andernfalls sind die Blattpaare nur drei- bis fünfmal so lang wie das erste. Ihre Form und der Grad der Verwachsung kann unterschiedlich sein.
Die einzelnen, gestielten Blüten erscheinen aus dem Spalt an der Spitze des letzten Blattpaares. Es sind 4 bis 6 Kelchblätter vorhanden. Die Kronblätter sind weiß, pink, purpur oder rot. Fadenförmige Staminodien fehlen oder sind vorhanden.
Die flachen Kapselfrüchte sind 4- bis 9-fächrig und besitzen keine Verschlusskörper. Sie enthalten hellbraune bis weißliche, meist papillöse Samen.
Die Chromosomenzahl ist 2n = 18, 36.

## Systematik und Verbreitung
Das Verbreitungsgebiet der Gattung Dicrocaulon reicht vom Westen des Namaqualandes in der südafrikanischen Provinz Nordkap bis zu den Orten Vanrhynsdorp und Vredendal in der Provinz Westkap. Die Pflanzen wachsen auf flachen Böden die mit Quarzkies bedeckt sind oder in Felsspalten. Die jährliche Niederschlagsmenge liegt unter 200 Millimeter, wobei der Hauptanteil im Winter fällt.
Die Erstbeschreibung wurde 1928 von Nicholas Edward Brown veröffentlicht. Der Holotypus ist Dicrocaulon nodosum. Nach Hans-Dieter Ihlenfeldt  umfasst die Gattung Dicrocaulon folgende Arten:
- Dicrocaulon brevifolium N.E.Br.
- Dicrocaulon grandiflorum Ihlenf.
- Dicrocaulon humile N.E.Br.
- Dicrocaulon microstigma (L.Bolus) Ihlenf.
- Dicrocaulon nodosum (A.Berger) N.E.Br.
- Dicrocaulon ramulosum (L.Bolus) Ihlenf.
- Dicrocaulon spissum N.E.Br.

## Nachweise

## Weiterführende Literatur
- H.-D. Ihlenfeldt, H. Hartmann, H.-H. Poppendieck: Chromosomenzahlen der Mitrophyllinae Schwantes (Mesembryanthemaceae). In: Mitteilungen aus dem Institut für Allgemeine Botanik. Band 16, S. 171–182, Hamburg 1978